# Remothered: Broken Porcelain
Remothered: Broken Porcelain è un videogioco survival horror creato da Chris Darril, sviluppato da Stormind Games, sequel di Remothered: Tormented Fathers. Il videogioco si ispira alle atmosfere della saga horror Clock Tower e ai cult giapponesi Haunting Ground, Silent Hill e Rule of Rose. 

## Trama
La parte principale del gioco è ambientata nel 1973, 19 anni prima degli eventi di Remothered: Tormented Fathers, e ha per protagonista giocabile Jennifer, salvo un paio di momenti in cui si impersonano Linn e Porcelain. Parallelamente a questo arco narrativo se ne sviluppa un secondo, ambientato poco dopo gli avvenimenti del precedente gioco, nel quale la protagonista è Rosemary Reed. Jennifer è una ragazza bionda, lentigginosa e dal carattere ribelle, finita a lavorare come inserviente all’albergo Ashmann Inn, alle pendici dell’Etna, ove lega con una coetanea di nome Linn; entrambe sembrano incapaci di ricordarsi del proprio passato e vorrebbero lasciarsi alle spalle l’Ashmann Inn, che pare infestato da oscure presenze. Stefano Ashmann, il padrone dell’albergo, era in società con i coniugi Felton e il prof. Wyman per sintetizzare uno psicofarmaco chiamato Phenoxyl, testato sulle ignare monache del vicino convento del Cristo Morente; l’impresa si è però conclusa con un incendio che ha distrutto il convento e con l’apparente suicidio del prof. Wyman. Avanti nel gioco emerge che Linn è Rosemary Reed, la protagonista del gioco precedente, e Jennifer è Celeste, la scomparsa figlia del dr. Felton.
Il gioco inizia con Jennifer che spia Andrea, la governante dell’Ashmann Inn, che porta da mangiare un uccello malato ad un misterioso ospite che chiama “Porcelain”, un sinistro individuo incappucciato e armato di un’asta a forma di spina dorsale, che si aggira fischiettando per l’albergo. Scoperta Jennifer, Andrea reagisce con furia omicida. La ragazza riesce a sopraffarla, ma nel tentativo di scappare dall’albergo viene acchiappata da Porcelain e sviene. Quando riacquista i sensi, Jennifer si trova dinnanzi Andrea, Stefano Ashmann e la cuoca Elisa, che le dicono che si è sognata tutto. Poco dopo però Linn le rivela la verità: Porcelain è il prof. Wyman, ancora vivo. Il Phenoxyl da lui sintetizzato produce negli uomini una simbiosi con delle falene, assoggettando le menti all’influenza di un soggetto sovraordinato, la “Madre Acherontia”; la Madre Acherontia originaria era Wyman, ma poco a poco la sua mente si è consumata nel controllare le altre ed egli è stato scalzato da una delle suore del Cristo Morente, Gloria Ashmann, la sorella minore di Stefano; tentando di impedirlo, Wyman ha influenzato col Phenoxyl una delle novizie (Linn) e l’ha indotta a dare fuoco al convento e uccidere le altre monache; intanto egli perpetua il suo controllo sulle persone sotto l’effetto del Phenoxyl tramite dei segnali acustici che vengono diffusi a intervalli regolari per l’albergo. Jennifer è singolarmente immune ai deleteri effetti collaterali del Phenoxyl, sicché Stefano spera di farne una nuova Madre Acherontia. Intanto però a causa del Phenoxyl l’intero staff dell’albergo cade preda della follia, unendosi a Porcelain e ad una monaca armata di lanciafiamme. Con l’aiuto della cuoca Elisa e del proprio potere di controllare le falene, Jennifer riesce a distruggere l’ipnosi di Porcelain sull’albergo, ma così facendo spiana la via a Gloria. La monaca è infatti sopravvissuta all’incendio del convento e si è introdotta nell’albergo nelle vesti della cuoca Elisa. Dopo uno scontro con le due monache rosse, l'altra delle quali è Linn, la protagonista si ritrova nuovamente nell’Ashmann Inn, ove Gloria ha prevalso su Porcelain. Jennifer riesce ad infrangere anche il suo controllo, scatenando una resa dei conti nella quale Andrea e Porcelain rimangono uccisi e Stefano gravemente ustionato e mutilato. In tutto questo Linn viene risvegliata dall'ipnosi. Mentre Gloria giura di vendicarsi, Jennifer e Linn scappano e, dopo un fugace bacio, promettono di rivedersi in futuro.
Il seguito è noto da Remothered: Tormented Fathers. Jennifer, alias Celeste Felton, fa ritorno a casa dei genitori, ma ivi viene raggiunta da Gloria, che si vendica crudelmente dei Felton, trovando poi essa stessa la morte. Jennifer riesce a scappare di nuovo, rifacendosi una vita in Svezia. Linn, alias Rosemary Reed, rintraccia successivamente Stefano Ashmann, al quale rinfaccia, oltre al Phenoxyl, le molestie ai danni della sorella e lo stupro sul dr. Felton (nato donna ma costretto dal padre a farsi passare per un maschio dall’età di dieci anni), dal quale era nata proprio Celeste. È il giocatore che, alla fine della partita, può scegliere se Rosemary debba uccidere Stefano oppure abbandonarlo al suo destino.
Nell’epilogo si ritrova Jennifer, alias Celeste, che, ormai anziana, racconta la sua storia al fratello di una delle vittime di Stefano e Porcelain. Dolorosamente aggiunge che Linn, alias Rosemary, è frattanto morta di Alzheimer.

## Modalità di gioco
Come il precedente Tormented Fathers, Remothered: Broken Porcelain è un survival horror in terza persona. Le dinamiche di base prevedono che il giocatore esplori l'ambiente per trovare gli oggetti che servono per procedere nella partita (es. le chiavi per aprire determinate camere) e superi gli ostacoli che gli si oppongono. Contro di lui operano nemici "stalker" dotati di I.A. dinamiche, che tracciano ronde lungo gli scenari parallelamente al giocatore, reagiscono a rumori e luci e, se allertati, si gettano all'inseguimento del protagonista e cercano di ferirlo e ucciderlo. Mentre nel primo Remothered il giocatore può solo cercare di eluderli, nascondersi, distrarli lanciando oggetti rumorosi e cercare di sfuggire alla loro morsa quando viene raggiunto, in Broken Porcelain è altresì possibile potenziare gli oggetti raccolti in giro e attaccare gli stalker, fino ad atterrarli per un po' di tempo. Un'altra novità è il potere di cui è dotata Jennifer di controllare le falene, con le quali è possibile esplorare lo scenario dall'alto e attaccare i nemici. Quando si trova in una zona sicura, il giocatore può usare gli specchi per curarsi dalle ferite e salvare la partita.

## Riconoscimenti
| Anno | Premio              | Categoria                    | Risultato       | Fonte       |
| ---- | ------------------- | ---------------------------- | --------------- | ----------- |
| 2021 | Rely On Horror      | Game of the Year             | Candidato/a     | [ 3 ] [ 4 ] |
| 2021 | Rely On Horror      | Community's Game of the Year | Vincitore/trice | [ 3 ] [ 4 ] |
| 2020 | Game Legends Awards | Best Italian Game            | Vincitore/trice | [ 5 ]       |